# Frédéric Gorny
Frédéric Gorny (* 6. September 1973 in Asnières-sur-Seine, Frankreich) ist ein französischer Schauspieler.

## Leben
Frédéric Gorny studierte Geographie an der Université de Toulouse II–Le Mirail. Auf eine Zeitungsannonce hin bewarb er sich für eine Filmrolle in dem Jugenddrama Wilde Herzen von André Téchiné. Darin spielte er die Rolle des Algerienfranzosen Henri. Diese machte ihn 1994 auch international bekannt, und er erhielt für seine Darstellung eine Nominierung für den französischen Filmpreis César.
Seitdem war Gorny in unterschiedlichen Film- und Fernsehproduktionen zu sehen. Dem französischen Publikum wurde er vor allem durch seine Rolle als Rechtsanwalt Laurent Zelder in der Fernsehserie Avocats & associés bekannt, in der er von 1998 bis 2010 mitwirkte. Gorny arbeitet daneben auch am Theater.

## Filmografie (Auswahl)
- 1994: Wilde Herzen (Les Roseaux sauvages)
- 1998: Der Graf von Monte Christo (Le Comte de Monte Christo) (Fernsehserie)
- 1999: Ruf der Berge (Premier de cordée) (Fernsehserie)
- 2000: Der Verführer (L‘enchanteur)
- 2002: Mein wahres Leben in der Provinz (Ma vraie vie à Rouen)
- 2003: Un été de canicule (Fernsehserie)
- 2004: Der Hals der Giraffe (Le cou de la girafe)
- 2004: Schlaflose Stunden (Des heures sans sommeil)
- 2007: Krieg und Frieden
- 1998–2010: Avocats & associés (Fernsehserie)
- 2010: La maison des Rocheville (Fernsehserie)
- 2011: Dame de pique (Fernsehfilm)
- 2011: Louise Wimmer
- 2013: Crime Scene Riviera (Section de recherches, Fernsehserie, 1 Folge)